# Cleopatra (Balzico)
Cleopatra è una scultura in marmo dell'artista italiano Alfonso Balzico, realizzata nel 1874 e conservata alla Galleria nazionale d'arte moderna e contemporanea di Roma.

## Storia
L'orientalismo fu una costante dell'arte europea del diciannovesimo secolo che, tra le sue declinazioni, includeva l'egittomania, l'interesse per l'antica civiltà egizia dovuto ai ritrovamenti archeologici di quel periodo. Quando Balzico iniziò a lavorare a quest'opera erano passati pochi anni dalla prima assoluta dell'Aida di Giuseppe Verdi, un'opera lirica che aveva rinnovato l'interesse degli italiani per la cultura degli antichi egizi.
La scultura venne sbozzata a Napoli e venne terminata a Torino, dopodiché, nel 1875, l'autore la portò con sé quando si trasferì a Roma. Nel 1878, la statua venne inviata a Parigi per essere esposta all'esposizione universale, assieme all'Epaminonda morente di Giuseppe Dini. Balzico avrebbe voluto inviare l'opera anche all'esposizione universale di Parigi del 1900, ma la commissione preferì scegliere una sua statua ritraente il navigatore italiano Flavio Gioia.

## Descrizione

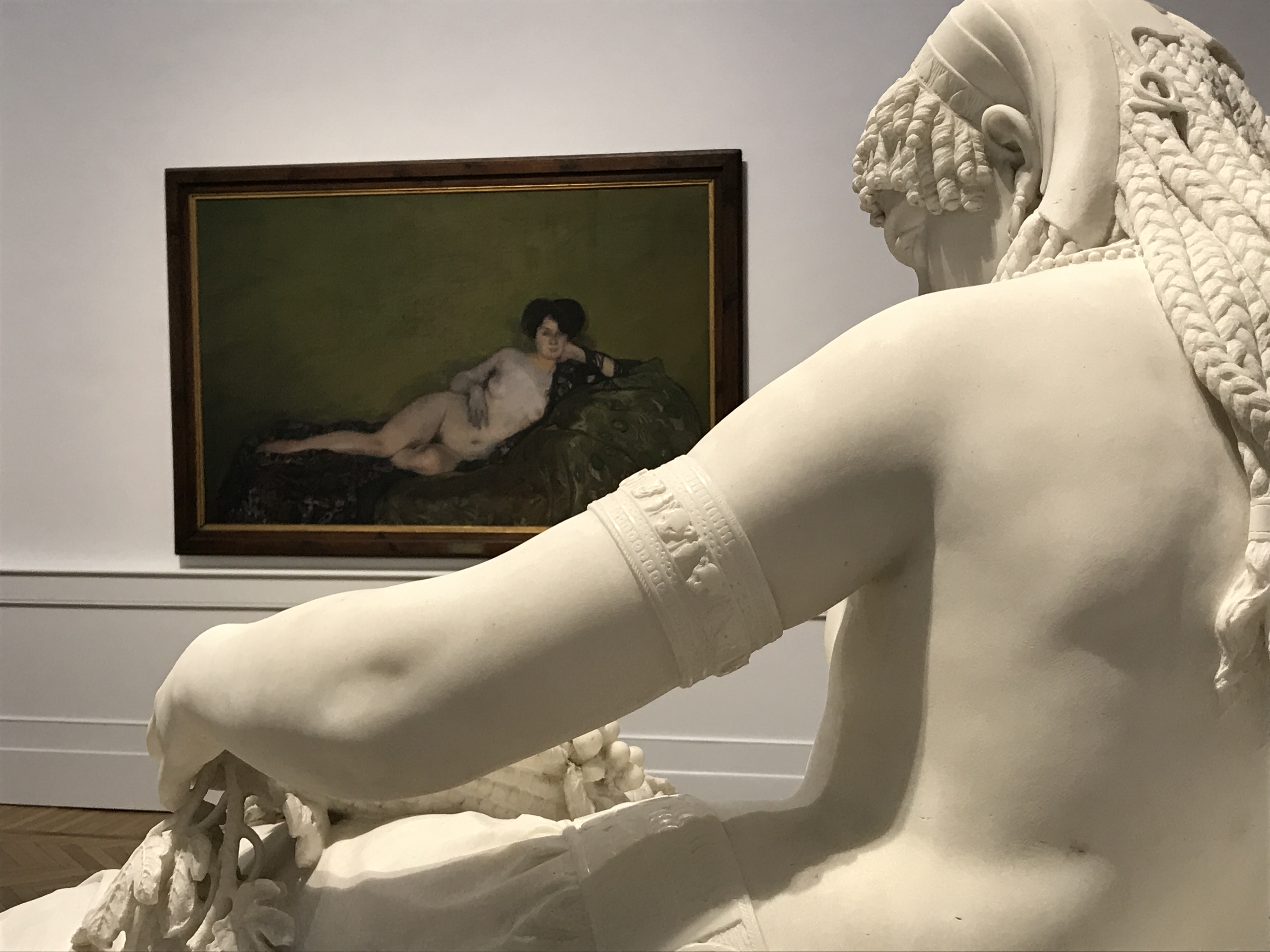
Un dettaglio del bracciale sinistro della figura.

L'opera ritrae Cleopatra VII, l'ultima sovrana della dinastia tolemaica, mentre si appresta a suicidarsi dopo la sconfitta nella battaglia di Azio e la morte del suo amante Marco Antonio. La regina d'Egitto è distesa su un letto ricoperto dalla pelle di un felino (probabilmente un leone) e che presenta un fregio decorativo con dei geroglifici. Cleopatra è a petto nudo e porta sul capo una "cuffia sfingea" (decorata con un uccello sopra la fronte) dalla quale fuoriesce una cascata di treccine. Con una mano sostiene una canestra di frutta nella quale emerge tra i fichi l'aspide che, secondo la leggenda, l'avrebbe uccisa con il suo veleno. Balzico scolpì con una minuziosità impressionante i vari dettagli dell'opera, molto fedeli all'arte egizia: il fregio del letto, gli orecchini dalla forma ofidica, il copricapo, i bracciali, il pendente della collana... Per scolpire questi particolari, Balzico si ispirò ai reperti egizi che poté vedere esposti nei musei.
Secondo una recensione dell'epoca, Cleopatra non è una vedova che si uccide perché non può più vivere senza il suo compagno, bensì una donna che teme di essere portata in trionfo a Roma e pertanto sceglie di morire pur di non diventare prigioniera. Il suo sguardo corrucciato racchiude dentro di sé tutte "le ire e le passioni" che l'attraversano, mentre il corpo semicoperto sembra abbandonarsi mollemente sul letto a causa della stanchezza.